# Szojuz TMA–14M
A Szojuz TMA–14M a Szojuz TMA–M típusú orosz háromszemélyes szállító/mentőűrhajó repülése 2014–2015-ben. 2014. szeptember 25-én indították a Bajkonuri űrrepülőtérről. Ez volt a Szojuz típus 123. repülése. A Nemzetközi Űrállomás (ISS) 41. személyzetének három tagját szállította az űrállomásra. A 42. személyzet visszatéréséig, 2015. március 11-ig az ISS-hez kapcsolódva maradt, mint mentőűrhajó.

## Küldetés
A két orosz és egy amerikai űrhajóst szállító Szojuz TMA–14M 2014. szeptember 25-én, magyar idő szerint 22 óra 25 perckor startolt a kazahsztáni Bajkonuri űrrepülőtérről. Wilmore 2013 novemberében vette át az űrállomás vezetését. Az ISS-en végzett munkája során négy űrsétán vett részt. Szamokutyajev egy alkalommal dolgozott az űrbázis külső részén. A 42. személyzet időszakában több jelentős esemény is történt az űrállomáson. Ellátmánnyal a fedélzetén érkezett például egy amerikai Dragon űrhajó és egy orosz Progressz teherűrhajó, és ez idő alatt hagyta el az ISS-t az utolsó európai teherűrhajó (ATV-5). Munkaidejük jelentős részében az űrhajósok változatos témájú tudományos kísérleteket hajtottak végre a súlytalanságban.

## Jellemzői
A küldetés érdekessége, hogy 1997 óta először repül ismét női űrhajós Oroszország színeiben. Orosz részről Alekszandr Szamokutyajev (44 éves) és Jelena Szerova (38) indult, hogy csatlakozzon a Nemzetközi Űrállomás (ISS) 41. számú személyzetéhez. A NASA képviseletében Barry Wilmore (52) volt a fedélzeten. Mindhárman 2015. március 12-én tértek vissza a Földre, miután végigdolgozták a 41. és 42. váltást az ISS-en. A 42-es személyzetnek Wilmore volt a parancsnoka.
A Szojuz TMA–14M közel 6 óra, négy pálya megtétele után csatlakozott az ISS Poiszk moduljához. Történt ez annak ellenére, hogy a két napelemtábla közül az egyik menet közben nem nyílt ki. A csatlakozás után azonban – talán a rázkódás hatására – a másik oldali napelemtábla is kiszabadult.

## Személyzet

### Felszállásnál
- Alekszandr Mihajlovics Szamokutyajev (2) parancsnok,  Oroszország
- Jelena Olegovna Szerova (1) fedélzeti mérnök,  Oroszország
- Barry Eugene Wilmore (2) fedélzeti mérnök,  Egyesült Államok

Zárójelben azt tüntettük fel, hogy az űrhajósnak ez a küldetés hányadik űrrepülése.

#### Tartalék személyzet
- Gennagyij Ivanovics Padalka parancsnok,  Oroszország
- Mihail Boriszovics Kornyijenko fedélzeti mérnök,  Oroszország
- Scott Joseph Kelly fedélzeti mérnök,  Egyesült Államok

Szerova mindössze a negyedik női űrhajós Oroszországból. Pontosabban az Oroszországban kiválasztottak és kiképzettek közül az első. Legutóbb repült elődje, Jelena Kondakova még a szovjet időszakban készült fel, 1994-1995-ben és 1997-ben járt a világűrben. Az első és leghíresebb orosz űrhajósnő Valentyina Tyereskova volt, a második a sorban Szvetlana Szavickaja. Szerova a Szojuz TMA–14M háromfős személyzetéből az egyetlen, aki újonc, és a fentiek alapján nem meglepő, hogy ő lesz az első orosz nő, aki megfordul az ISS-en.
Wilmore számára a mostani a második repülés, de az első, amely hosszú időtartamú. 2009-ben már járt az ISS-en, az Atlantis űrrepülőgép (STS–129) utasaként. Akkor közel 11 napot töltött a Föld körül. Szamokutyajev még rutinosabb, 2011-ben, a 27-28-as személyzetben dolgozott az ISS-en, 164 napot töltve a világűrben.

## Galéria

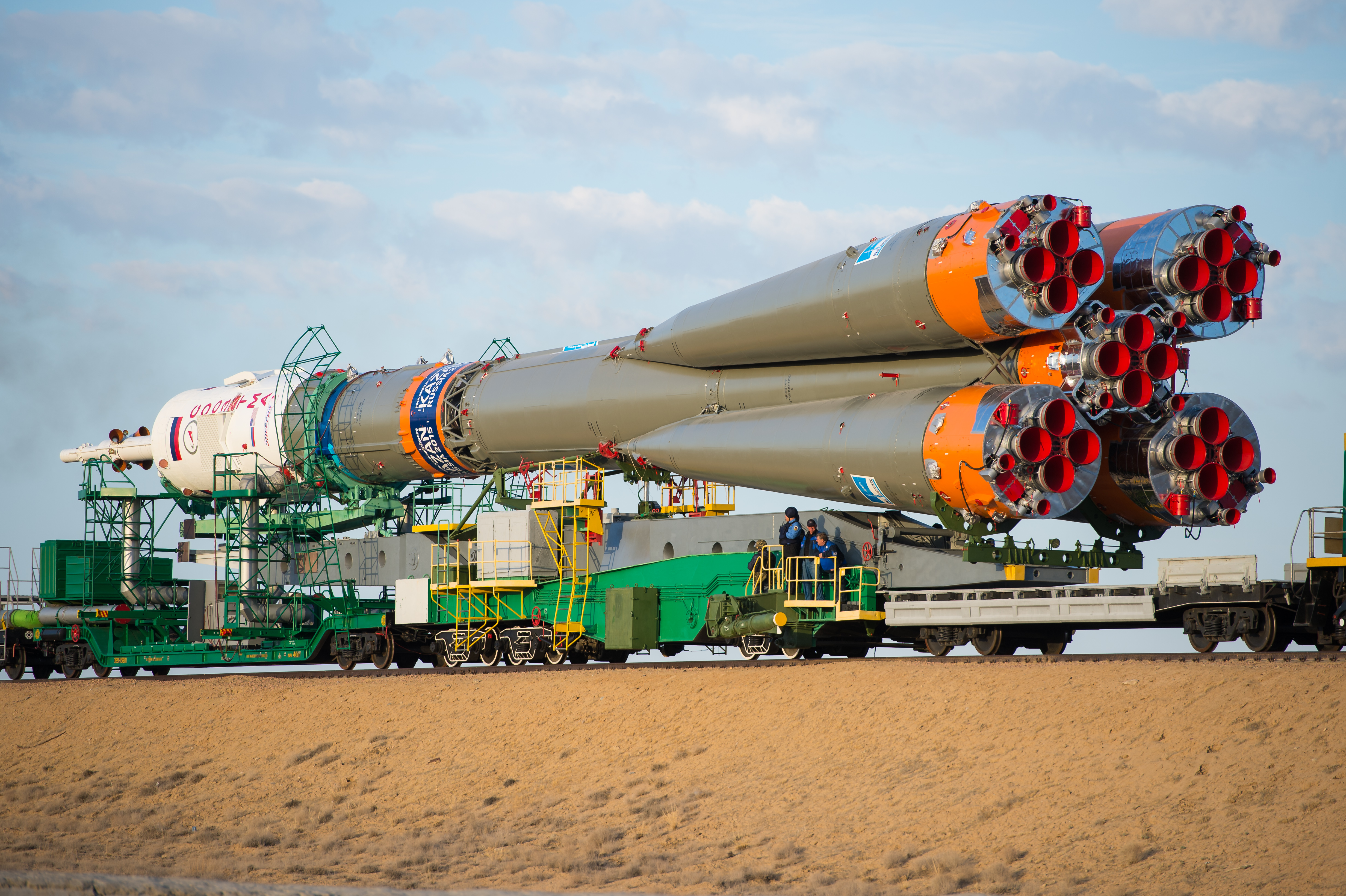
A Szojuz rakétát kigördítik az indítóálláshoz.
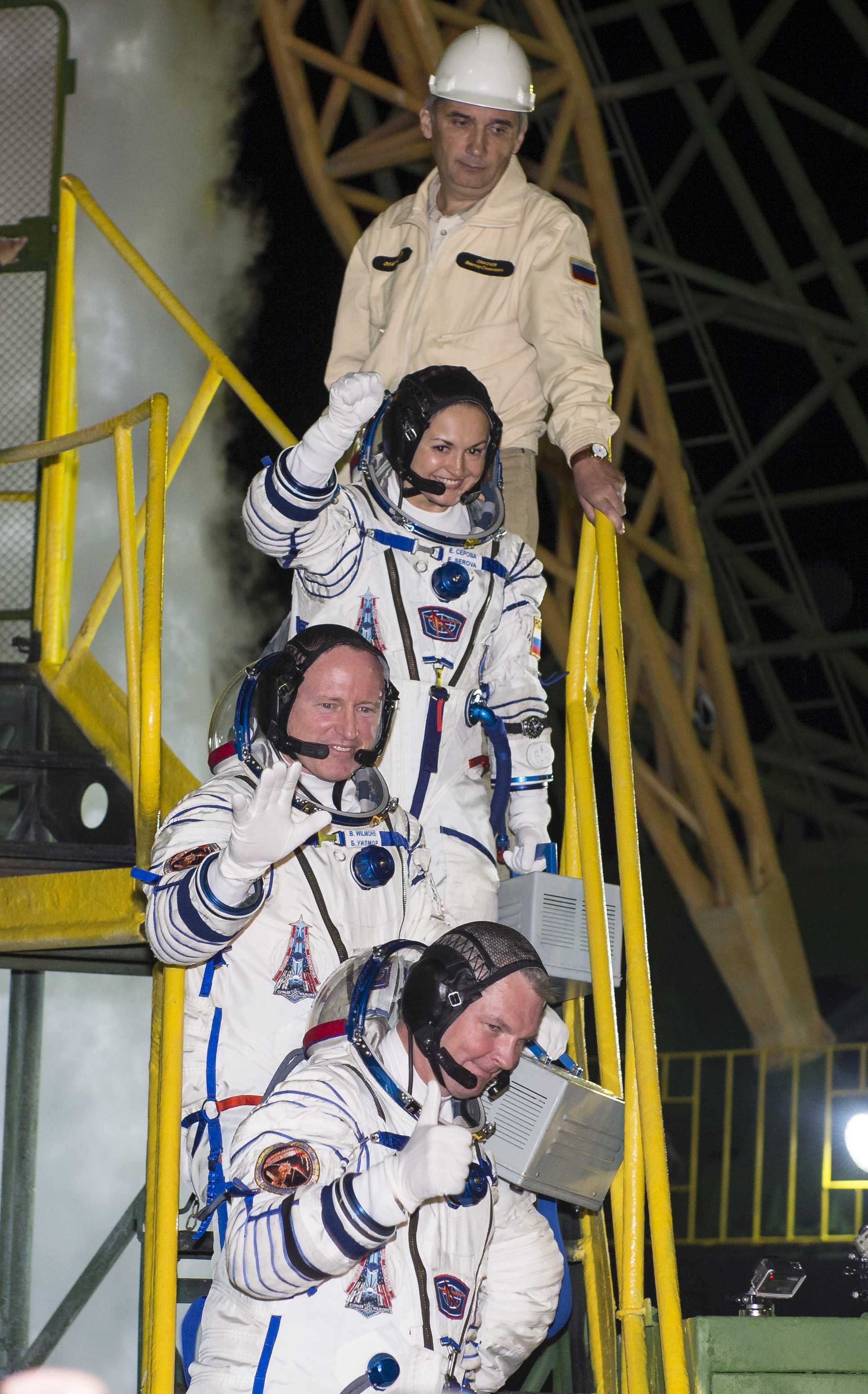
A legénység a beszállás előtti pillanatokban.
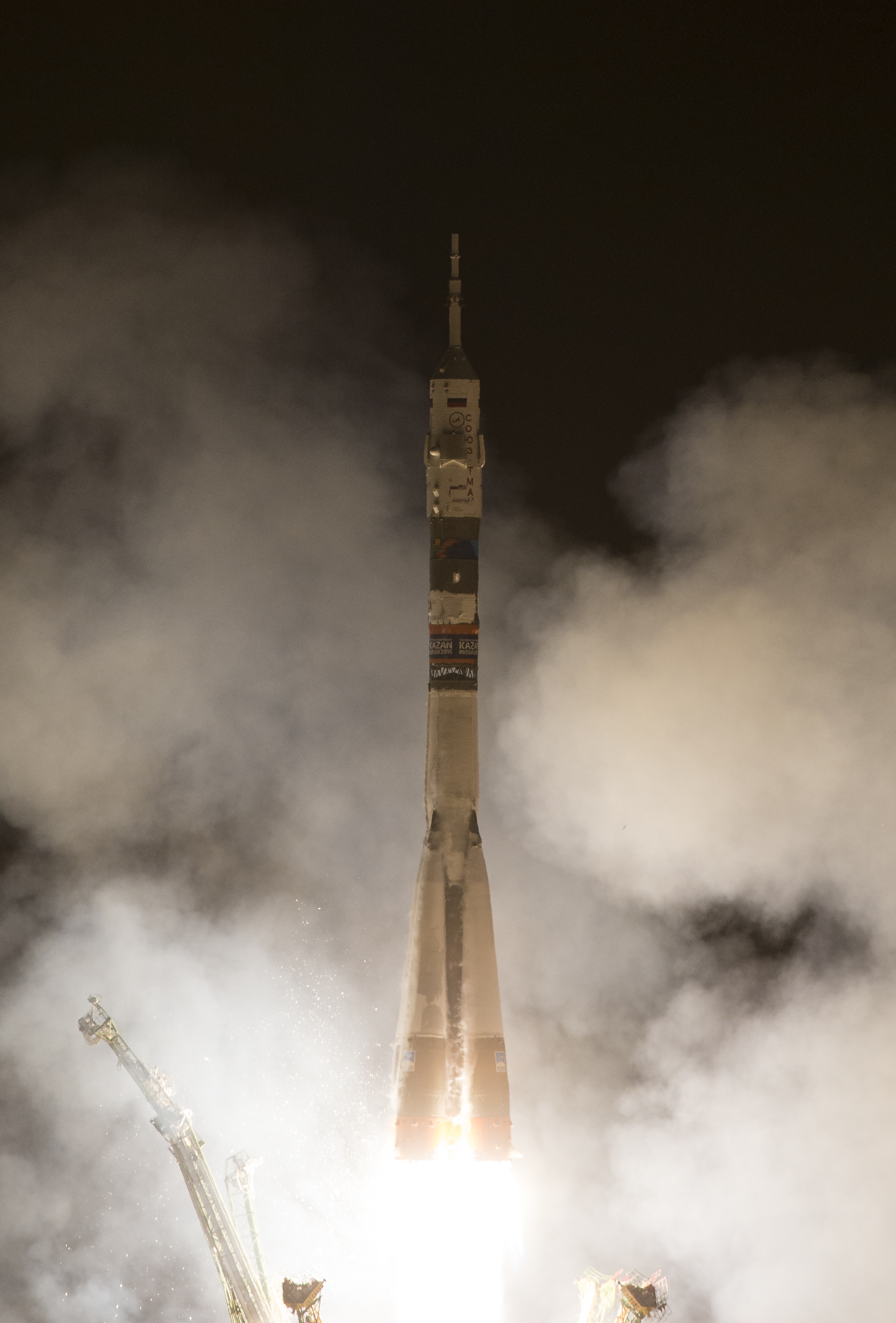
A Szojuz TMA–14M kilövése a Bajkonur Kozmodromból.
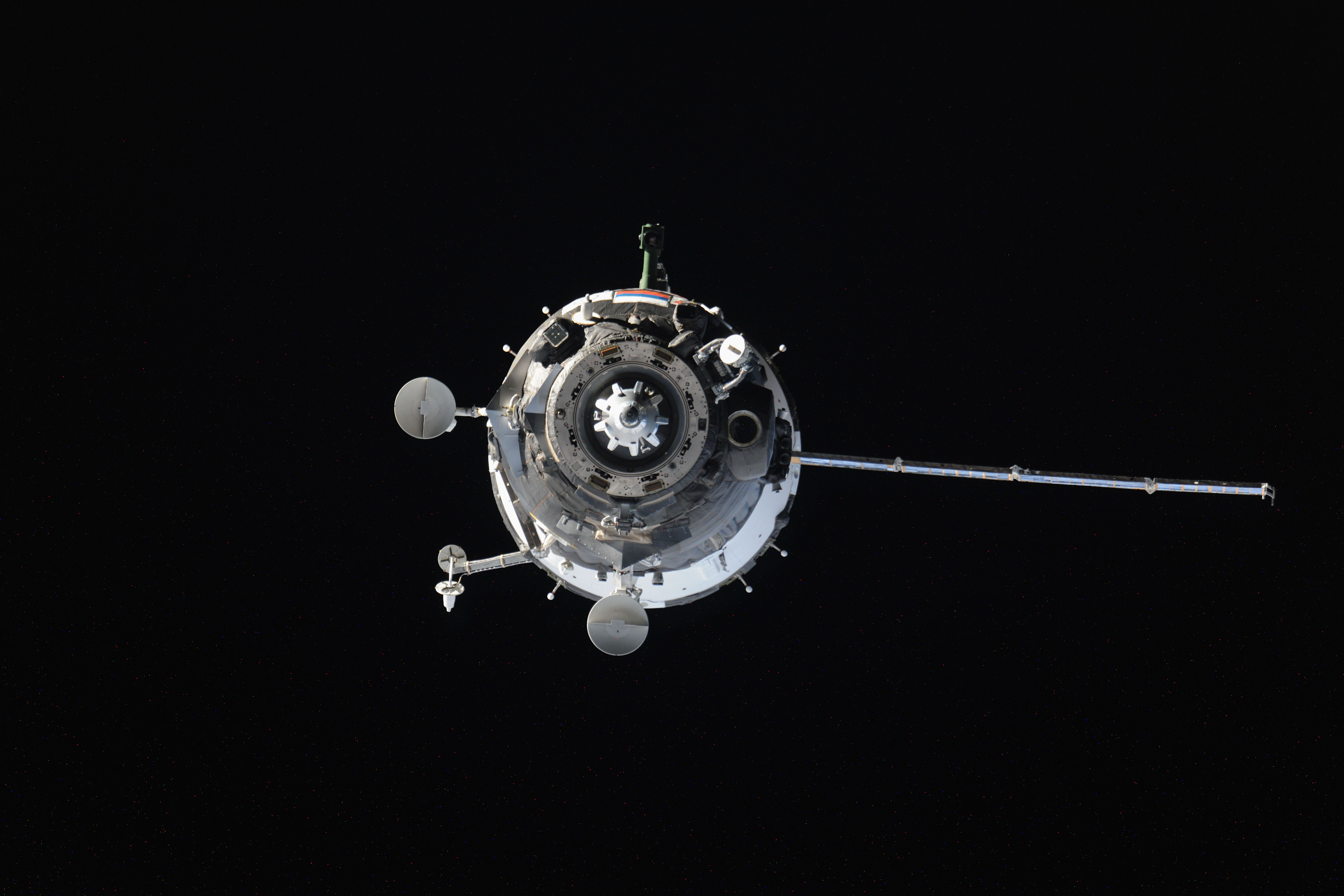
A Szojuz TMA–14M az egyik ki nem nyílt napelemtáblával közelíti meg az ISS-t.